# 巴林伊斯兰教
伊斯蘭教是巴林絕大多數派宗教也是其官方宗教，是大部分巴林公民是穆斯林，佔該國約81.2%人口，其中多數是什葉派。

## 統計
遜尼派穆斯林沒有官方統計的數字，但什葉派佔巴林穆斯林人口的60－70％。

## 另見
- 巴林宗教